# Грассер, Тибор
Кла́ус Ти́бор Гра́ссер (нем. Klaus Tibor Grasser; род. 28 апреля 1970, гор. Вена, Австрия) — австрийский учёный, специалист в области теоретической микроэлектроники, профессор Венского технического университета (нем. Technische Universität Wien [TU Wien]).

## Научная деятельность
Обучался в TU Wien, там же в 1999 году защитил диссертацию на степень доктора (нем. Doktorgrad). Научный сотрудник TU Wien с 1996 года, в настоящее время (2021) — профессор, руководит Институтом микроэлектроники при TU Wien, явился преемником Зигфрида Зельберхерра в этой функции.
Автор более 700 научных трудов по моделированию полупроводниковых приборов и интегральных схем (ИС), а также проблемам надёжности элементной базы ИС. Ряд работ посвящён системам с пониженной размерностью, в том числе двумерным (2D-) материалам. Значительная часть публикаций вышла в журналах топ-уровня, таких как Nature Electronics и IEEE Transactions on Electron Devices. Индекс Хирша на 2020 год — 49.
Член программных комитетов нескольких конференций, включая один из крупнейших в мире ежегодных форумов по электронным приборам — IEDM (International Electron Devices Meeting). Выступал с многочисленными научными докладами, из них немало приглашённых, был отмечен за лучшие презентации на конференциях (на International reliability physics symposium в 2008, 2010, 2012 и 2014 гг. и др.); обладатель IEEE Paul Rappaport Award (2011).
Сотрудничал с научными организациями в России, среди которых ФТИАН в Москве. В 2019 году внимание СМИ привлёк цикл совместных работ возглавляемого Грассером Института с учёными из Института им. А. Ф. Иоффе, посвящённых полевым транзисторам с 2D-каналом из полупроводникового дихалькогенида и кристаллическими фторидами в качестве изолятора.

## Музыкальная деятельность
В молодые годы Грассер также имел известность как эстрадный пианист, выступавший в ансамбле в жанре буги-вуги, было записано два диска, появлялся в телепередачах. Но впоследствии научная деятельность стала для него безоговорочно основной.